# Skalicky
Skalicky je priimek več znanih Slovencev:
- Bohuslav Skalicky (1872—1926), slovenski vinogradniški in kletarski strokovnjak češkega rodu
- Bogo Skalicky (1905—1974), zdravnik ginekolog in porodničar
- Bogo Skalicky - Skala (1934—2005), novinar
- Božena Skalicky Kuhelj (*1939), študentska zdravnica
- Eliza(beta) Skalicky (r. Soklič, 2. por. Marinčič) (1900—1969), anglistka, avtorica učbenikov, prevajalka
- Jelka Skalicky (*1949), etnologinja, konservatorka
- Marjan Skalicky (*1946), zdravnik intenist gastroenterolog
- Stojan Skalicky (*1973), arhitekt (Maribor)
- Urška Skalicky, knjižničarka na FF UL
- Vanja Skalicky, arhitektka, doc. FG UM
- Zdenka Skalicky Čebin (1929—2022), zdravnica
- Zdenko Skalicky (1903—1933), slikar in pesnik (kemik)